# Rudoltice v Čechách
Rudoltice v Čechách – stacja kolejowa w miejscowości Rudoltice, w kraju pardubickim, w Czechach. Znajduje się na wysokości 375 m n.p.m.
Na stacji nie ma możliwości zakupu biletów, a obsługa podróżnych odbywa się w pociągu.

## Linie kolejowe
- Rudoltice v Čechách – Lanškroun
- Česká Třebová – Přerov – Bohumín